# Le Diable dans la boîte
Ne doit pas être confondu avec Diable en boîte ou Le Diable en boîte.
Pour l’article homonyme, voir Le Diable dans la boîte (Hellboy).
Pour plus de détails, voir Fiche technique et Distribution.
Le Diable dans la boîte est un film français de Pierre Lary sorti en 1977.

## Synopsis
Licencié à la suite d'un plan social, Alain Brissot (Jean Rochefort), cadre dans une grande société basée dans le quartier de La Défense, décide de faire acte de résistance en continuant à occuper son bureau envers et contre tous. Il entame rapidement une grève de la faim. Rapidement, les soutiens et les adversaires du gréviste s’affrontent au sein de l’entreprise, pendant que le Directeur (Michael Lonsdale) et son adjoint (Christian Clavier) tentent le tout pour le tout afin de l’expulser au plus vite. Le cadre se rebiffe.
Après maintes péripéties, finit par mettre fin à sa grève de la faim et son ancien directeur, sera ensuite « débarqué » à la suite de l'échec d'un contrat juteux avec un pays africain.

## Génèse du film
Le réalisateur Pierre Lary fait connaissance avec Jean Rochefort (qui jouera le personne principal de son film) lors du tournage du film Le Fantôme de la liberté de Luis Buñuel (tourné en 1973) et dont il est l'assistant réalisateur. Il lui propose son projet de film (qu'il veut intituler « La Boite » sur les conditions de vie professionnelle des cadres en France ce que Jean Rochefort accepte avec enthousiasme. Le film, considéré comme politique par Pierre Lary, s'intitulera finalement Le Diable dans le boîte en référence au personnage de care révolté joué par Jean Rochefort.

## Fiche technique
- Réalisation : Pierre Lary
- Scénario : Pierre Lary, Jean-Claude Carrière et Huguette Debaisieux
- Photographie : Sacha Vierny
- Musique : Jean-Claude Dequéant
- Sociétés de production :  Cinémag, FR3, Madeline Films
- Production : Mag Bodard
- Pays :  France
- Genre : action, comédie
- Durée : 100 min.
- Date de sortie : 
  - France - 20 avril 1977

## Distribution

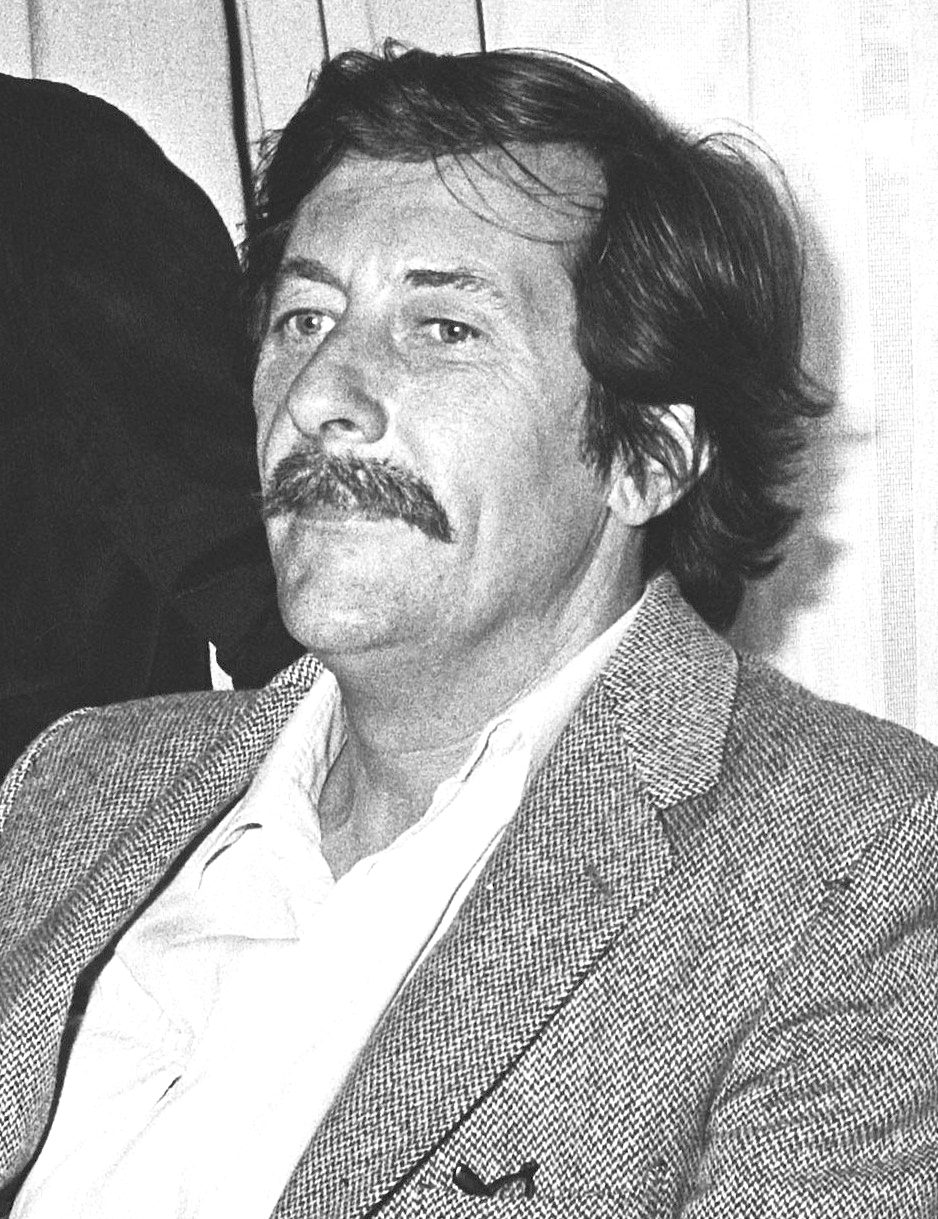
Jean Rochefort

- Jean Rochefort : Alain Brissot (le cadre)
- Michel Lonsdale : Georges Aubert (le directeur de la société)
- Dominique Labourier : Liliane (la masseuse et la maitresse du directeur)
- Anouk Ferjac : Mme Brissot
- Micheline Presle : Mme Aubert
- Alexandre Rignault : le président Lelong
- Bernard Haller : Gérard Bourdeilles (le responsable de la formation)
- Christian Clavier : Renaud (le secrétaire du directeur)
- Victor Garrivier : Sborowsky
- Bernard Le Coq : Allard
- Bachir Touré : N'Gasbi (le ministre africain)
- Jean Davy : Bellancourt
- Christine Dejoux : Minou
- Yves Gasc: Bassody
- René Lafleur : le flûtiste
- Thierry Lhermitte : un cadre
- Michel Blanc : un cadre
- Philippe Brizard : un cadre
- Alain David-Gabison : un cadre
- Arlette Emmery : une employée
- Benoît Allemane
- Rémy Carpentier
- Noëlle Châtelet
- Mireille Delcroix
- Didier Flamand
- Jacques Lalande
- Guy Saint-Jean
- Maurice Vallier
- Simone Rieutor

## Lieux de tournage
Le siège de l'entreprise dirigé par Michel Lonsdale est situé dans un des gratte-ciels de l'esplanade Nord du quartier de La Défense (la tour Ariane et son hall, la tour Nobel et la tour CB21 sont visibles à l'écran durant certaines scènes du film). D'autres scènes (notamment celles qui présentent le site du séminaire d'entreprise avec Bernard Haller) ont été tournées devant l'abbaye de Royaumont à Asnières-sur-Oise.

## Analyse
Le réalisateur Pierre Lary est surtout connu pour avoir été l'assistant-réalisateur du cinéaste espagnol Luis Buñuel durant sa période française mais aussi pour son long-métrage « L’indiscrétion » en 1982 avec Jean-Pierre Marielle et le même Jean Rochefort sans oublier Dominique Sanda. Le film Le Diable dans la Boîte adopte un ton léger mais très bien documenté sur les travers des boîtes en restructuration. Un film sobre qui présente un casting intéressant avec la présence d'acteurs aguerris comme Jean Rochefort, Michel Lonsdale ou Micheline Presle mais aussi de futurs grands acteurs alors en début de carrière tels que Christian Clavier qui tient un de ses premiers rôles relativement important, mais aussi Thierry Lhermitte ou Michel Blanc, ces deux derniers acteurs étant à la limite de la figuration,.

## Citation
Une citation du film est assez représentative du duel  que se livrent le directeur de la société et son employé : 

« - Vous l’aimez donc tant cette boîte ?

– Non, mais j’ai que ça ! »